# Anıl Yüksel
Anıl Yüksel (* 19. Mai 1990 in Venlo, Niederlande) ist ein ehemaliger türkisch-niederländischer Tennisspieler.

## Karriere
Yüksel spielte zu Anfang seiner Tenniskarriere von 2005 bis 2007 einige wenige Matches auf der ITF Junior Tour, wo er zeitweise in den Top 500 stand.
Ab 2007 spielte er dann auch auf der Profitour – auf der am niedrigsten dotierten Ebene der ITF Future Tour – wo er jedoch lange Zeit kaum Matches für sich entscheiden konnte. Bis Ende 2013 stand er im Doppel viermal in einem Future-Finale ohne eines davon mit seinem Partner für sich zu entscheiden. Darüber hinaus stand er im Einzel in einem Future-Halbfinale. Schließlich gelang dem Türken auch erstmals an einem höher dotierten Turnier der ATP Challenger Tour in Mersin teilzunehmen, wo er Dušan Lajović unterlag.
In den folgenden Jahren arbeitete sich Yüksel sukzessive von Weltranglistenplatz 1000 bis auf seinen Höchstrang 492 vom 21. November 2016 vor. Bei vier Finalteilnahmen auf der Future Tour gelang ihm aber weiterhin kein Titelgewinn. Im Doppel standen stehen vier Future-Titel zwischen 2014 und 2016 zu Buche, die Yüksel bis auf Rang 528 der Doppel-Weltrangliste führten.
2017 hatte Yüksel seine Premiere auf der ATP World Tour in Doha, wo er durch eine Wildcard am Einzelwettbewerb teilnehmen und dort gegen Jiří Veselý antreten durfte. Er verlor das Match deutlich mit 2:6 und 3:6. Bis 2018 gewann er drei weitere Future-Titel im Doppel, sodass er 2018 auf Rang 465 aufstieg, den höchsten Rang seiner Karriere. In diesem Jahr spielte er auch sein letztes Turnier.
Von 2013 bis 2018 spielte Yüksel in sieben Begegnungen für die türkische Davis-Cup-Mannschaft, für die er eine Bilanz von 4:3 vorwies.